# Hammarby kapell

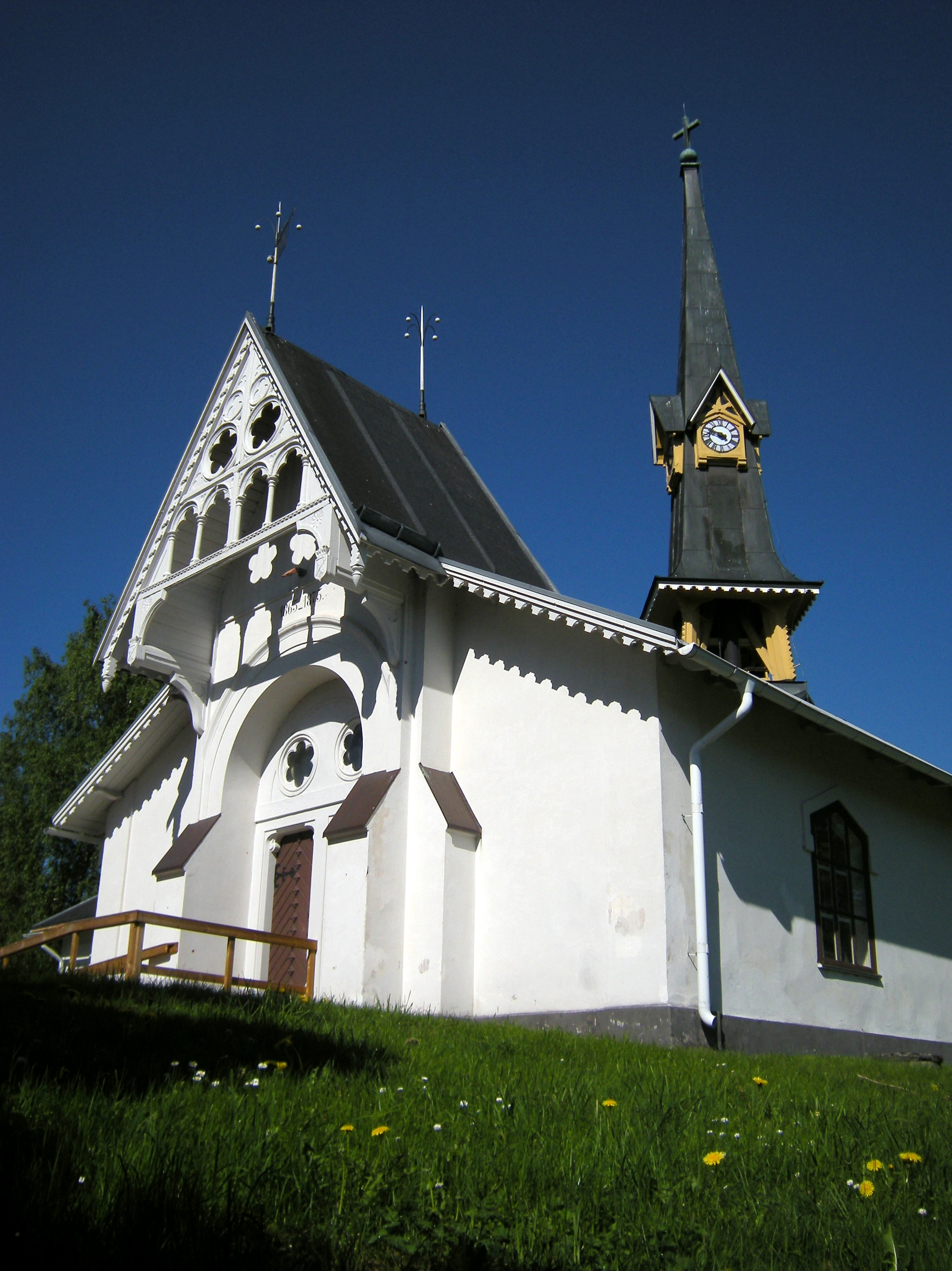
Hammarby kapell

Hammarby kapell är en kyrkobyggnad i Hammarby. Det tillhör Ovansjö församling i Uppsala stift.

## Kyrkobyggnaden
Kapellet i Hammarby inrättades 1865 som kombinerad gudstjänst- och skollokal för Hammarby bruks behov. Då kapellet visade sig otillräckligt byggdes år 1875 en skolsal i vinkel mot kapellbyggnaden. År 1900 flyttades skolundervisningen från kapellet till byns nybyggda skola och skolsalen inreddes till kyrkorum. Sedan dess har byggnaden enbart hyst kyrklig verksamhet.

## Inventarier
- Dopfunten är gjord 1938 av bildhuggaren Erik Sand i Strängnäs. Funten är skuren i svensk, tysk och rysk ek och har som motiv Jesus välsignar barnen. Ett tillhörande dopfat är av koppar.
- Altartavlan är utförd av Ecke Hedberg från Kungsfors och skildrar hur Jesus predikar från båten.
- Två gjutna takkronor är kyrkans äldsta inventarier. En av dessa hängde redan år 1871 i dåvarande skolsalen.